# Créance de sang
Pour plus de détails, voir Fiche technique et Distribution.
Créance de sang (Blood Work) est un film américain, produit, réalisé et interprété par Clint Eastwood et sorti en 2002. C'est l'adaptation du roman du même nom de Michael Connelly qui met en scène Terry McCaleb, un personnage récurrent de son œuvre.

## Synopsis
Terry McCaleb est l'un des meilleurs profilers du FBI. Alors qu'il se lance à la poursuite d'un tueur en série — surnommé le « tueur au code » — McCaleb est victime d'un infarctus. Deux ans plus tard, il vient de subir une opération durant laquelle on lui a greffé un nouveau cœur. Il vit en retraité paisible à Long Beach. Peu après, Graciella Rivers, dont la soeur a donné le coeur à McCaleb, vient lui demander d'élucider le meurtre de sa sœur.
Terry quitte donc sa paisible retraite pour enquêter et, en quelque sorte, payer la vie qu'il doit à sa sauveuse. Peu à peu, au fil de ses investigations en compagnie de son voisin Jasper « Buddy » Noone, McCaleb découvre que la jeune femme a été tuée parce qu'elle était une donneuse d'organes compatible avec lui, tout comme la victime d'un précédent assassinat.

## Fiche technique
- Titre francophone : Créance de sang
- Titre original : Blood Work
- Réalisation : Clint Eastwood
- Scénario : Brian Helgeland, d'après le roman Créance de sang de Michael Connelly
- Musique : Lennie Niehaus
- Photographie : Tom Stern
- Décors : Henry Bumstead
- Costumes : Deborah Hopper
- Directeur artistique : Jack G. Taylor Jr.
- Montage : Joel Cox
- Producteurs : Clint Eastwood et Judie Hoyt
  - Producteur délégué : Robert Lorenz
- Sociétés de production : Malpaso Productions, Warner Bros. Pictures
- Société de distribution : Warner Bros. Pictures
- Pays de production :  États-Unis
- Langue originale : anglais
- Genre : policier, thriller
- Durée : 106 minutes
- Dates de sortie[1] :
  - États-Unis : 6 août 2002 (avant-première)
  - États-Unis : 9 août 2002
  - France : 23 octobre 2002
- Classification[2] :
  - États-Unis : R
  - France : tous publics

## Distribution
- Clint Eastwood (VF : Hervé Jolly) : Terry McCaleb
- Jeff Daniels (VF : Jean-François Vlérick) : Jasper « Buddy » Noone
- Anjelica Huston (VF : Marie-Christine Adam) : Dr Bonnie Fox
- Wanda De Jesús (VF : Caroline Jacquin) : Graciella Rivers
- Tina Lifford (nl) (VF : Zaïra Benbadis) : l'inspecteur Jaye Winston
- Paul Rodriguez (VF : Olivier Cordina) : l'inspecteur Ronaldo Arrango
- Dylan Walsh : l'inspecteur John Waller
- Mason Lucero : Raymond Torres
- Gerry Becker : Monsieur Toliver
- Rick Hoffman (VF : Constantin Pappas) : James Lockridge
- Alix Koromzay : Mme Cordell
- Igor Jijikine : Mikhail Bolotov
- Dina Eastwood (en) et Beverly Leech (en) : des reporters
- June Kyoko Lu : Mme Kang
- Chao Li Chi (de) : Monsieur Kang
- Glenn Morshower : le capitaine
- Brent Hinkley : le chauffeur de taxi
- Sam Jaeger : l'assistant

## Production

### Développement
Le film est adapté du best-seller Créance de sang de Michael Connelly, paru en 1998. Ce roman marque la première apparition du personnage de Terry McCaleb, que l'auteur retrouvera dans L'Oiseau des ténèbres (2001) et Los Angeles River (2004).
Clint Eastwood aborde ici un genre qu'il a peu pratiqué dans sa filmographie : « À ce stade de ma vie, j'ai envie de confronter mes personnages à de nouveaux défis, bien différents de ceux qu'ils relevaient à trente ou quarante ans ».

### Tournage
Le tournage a eu lieu au printemps 2002, en Californie en décors naturels (Acton, Long Beach, Vallée de San Fernando, Vallée de Santa Clarita, San Pedro et Los Angeles, les Warner Bros. Studios de Burbank),.
Comme à son habitude, Clint Eastwood a tourné son film très rapidement : en seulement 38 jours. L'acteur Paul Rodriguez, qui incarne l'inspecteur Ronaldo Arrango, raconte à ce propos :

« Clint tourne rarement plus de trois prises par plan. J'en suis resté baba lorsque j'ai vu qu'il se contentait d'une seule prise sur le plan d'ouverture. Après avoir dit “Coupez”, Clint s'est tourné vers son cadreur : “Alors, Steve, qu'est-ce que ça donne ?” Celui-ci a répondu : “C'est parfait”. Clint m'a alors demandé mon impression et lorsque je lui ai répondu qu'elle était bonne, il a lancé “OK, on passe au plan suivant”. J'ai dit “T'es sérieux ? Une seule prise ?” Et Clint de répondre : “Si Steve dit que c'est bon, on peut le croire”. Je n'avais jamais vécu rien de tel sur mes trente films précédents. »

Par ailleurs, Clint Eastwood exécute lui-même la plupart des cascades : « Je le fais depuis des années car j'ai envie de donner le maximum aux spectateurs ».

### Musique
Créance de sang marque la dernière fois que Lennie Niehaus compose la musique d'un film réalisé par Clint Eastwood, après une collaboration débutée avec Pale Rider, le cavalier solitaire (1985). Lennie Niehaus officiera cependant comme orchestrateur, arrangeur ou chef d'orchestre pour l'enregistrement de la plupart des bandes originales de Clint Eastwood jusqu'à J. Edgar (2011), à l'exception des films Invictus (2009) et Au-delà (2010).

## Distinctions

### Récompense
- Mostra de Venise 2002 : Future Film Festival Digital Award pour Clint Eastwood[7]